# Балка Білоглинська
Балка Білоглинська — річка в Україні, у Пологівському й Гуляйпільському районах Запорізької області. Ліва притока Жеребця (басейн Дніпра).

## Опис
Довжина річки приблизно 23 км. На деяких ділянках річка висохла.

## Розташування
Бере початок у селі Костянтинівка. Тече переважно на північний захід через Загірне, Мирне, Гуляйпільське і на південному сході від Новоселівки впадає у річку Жеребець, праву притоку Кінської.
Річку перетинає автошлях Т 0401

## Притоки
- Глибока - балка, права притока Балки Білоглинської. Довжина - приблизно 8 км. Бере початок у с. Костянтинівка, тече переважно на північний захід і у с. Загірне впадає у балку Білоглинську.[3]